# René Panhard
Pour les articles homonymes, voir Panhard (homonymie).
René Panhard, né Louis François René Panhard le 27 mai 1841 à Paris et mort le 16 juillet 1908 à La Bourboule (Puy-de-Dôme), est un ingénieur en mécanique français, cofondateur de l'industrie automobile Panhard en 1889.

## Biographie

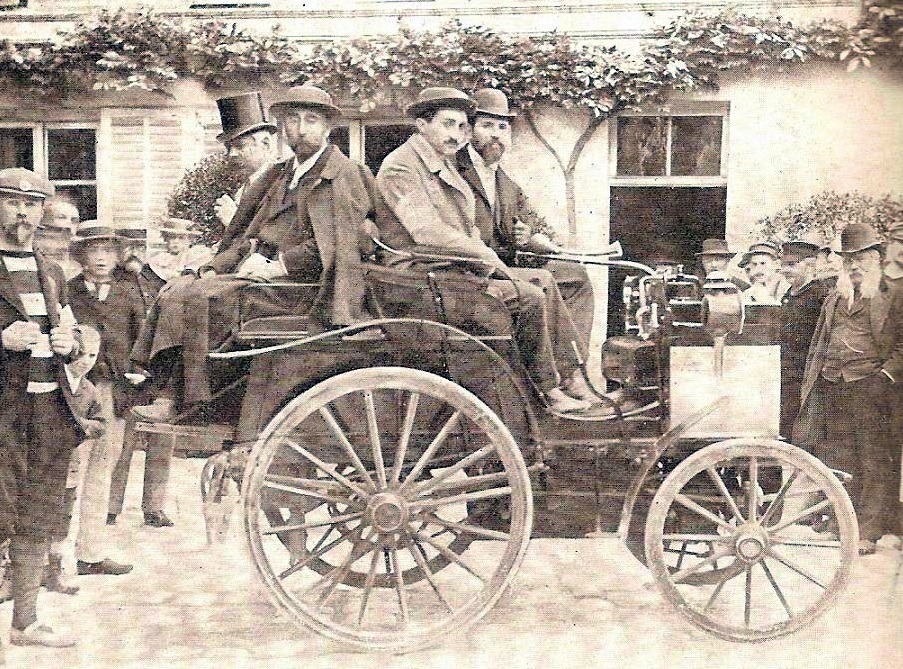
La Panhard & Levassor no 13 d'Hippolyte Panhard au Paris-Rouen 1894.

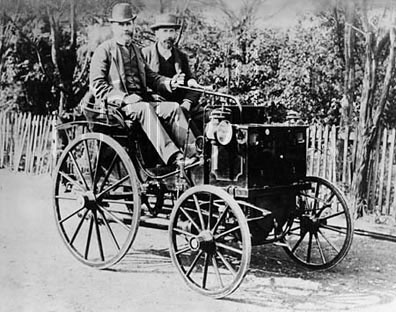
Une Panhard & Levassor des années 1890.

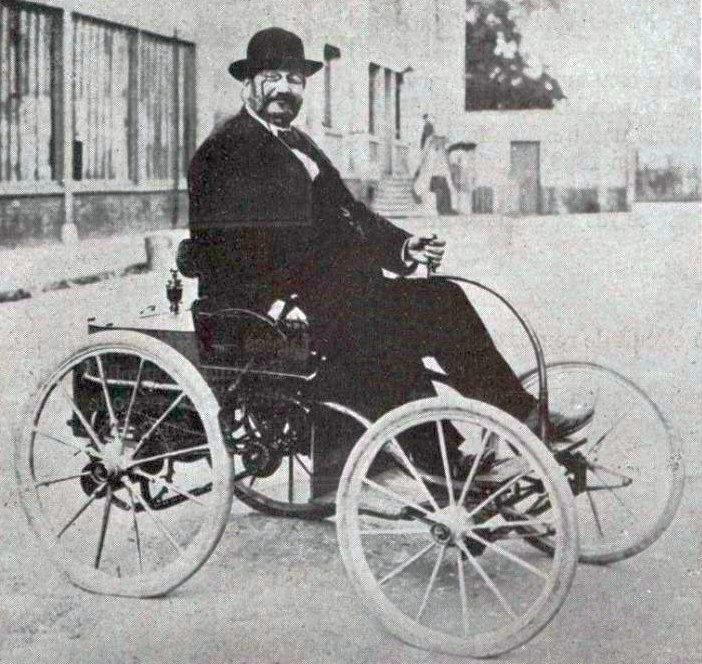
René Panhard en 1892.

René Panhard naît le 27 mai 1841 au 22 rue Bergère dans le 9e arrondissement de Paris. Deux ans plus tard, le 5 août 1843, naît son frère unique, Napoléon Panhard, qui est le père de Paul Panhard. Après de brillantes études d'ingénieur au collège Sainte-Barbe puis à l'École centrale Paris (promotion 1864), René complète sa formation chez Périn, fabrique de roues et de machine à bois qui devient rapidement après association la maison « Perin-Panhard ».
En 1878, il est nommé chevalier de la Légion d'honneur. Il est membre du jury à l'Exposition universelle de 1878.
En 1889 après la disparition de Jean-Louis Périn, René Panhard s'associe avec Émile Levassor (un ami de promotion) et Édouard Sarazin (qui meurt cette même année) pour s'agrandir avenue d'Ivry dans le 13e arrondissement de Paris, acquérir les licences de fabrication de moteur à combustion interne de Gottlieb Daimler pour la France et fonder la firme automobile Panhard & Levassor. Il est membre du jury à l'Exposition universelle de 1889.
En 1891, Panhard & Levassor conçoivent et produisent une première automobile à moteur Daimler, bicylindre en V. Panhard s'engage alors dans de nombreuses courses et remporte entre autres la Paris-Rouen de 1894, la première grande course automobile au monde, Paris-Bordeaux-Paris en 1895 et le Tour de France automobile de 1899. Les voitures Panhard dominèrent, partout, la course automobile jusqu'en 1900.
En 1897, Émile Levassor meurt des suites d'un accident de course, ce dont René Panhard ne se remit jamais réellement. René s'associe alors avec son fils, Hippolyte, pour poursuivre l'aventure industrielle. 
Au début des années 1900, Panhard présente une large gamme de voitures de luxe.
En 1904, il obtient un grand prix à l'Exposition de Saint-Louis.
René Panhard eut pour neveu : Paul Panhard longtemps président de la Fédération française des constructeurs d'automobiles ; celui-ci, eut également un fils, Jean Panhard (décédé le 16 juillet 2014), tous deux dirigèrent la firme.
En 1906, il est promu officier de la Légion d'honneur. Il est également chevalier du mérite agricole.
Il demeure rue Royale à Paris.
René Panhard disparaît à La Bourboule où il était en cure le 16 juillet 1908. Il fut longtemps maire de Thiais.

## Décorations
- Officier de la Légion d'honneur par décret du 11 octobre 1906
- Chevalier de l'ordre du Mérite agricole

## Hommage
- Quai Panhard-et-Levassor (Paris)